# Liste der Museen in Zürich
Die Liste der Museen in Zürich führt Museen, ständige Ausstellungen sowie Kunsthallen in der Stadt Zürich auf. Nicht berücksichtigt sind verkaufsorientierte Galerien.
| Name                                                          | Sammlungsschwerpunkt                                                                          | Eröffnet | Bild |
| ------------------------------------------------------------- | --------------------------------------------------------------------------------------------- | -------- | ---- |
| Alter Botanischer Garten «zur Katz»                           | Botanik                                                                                       |          |      |
| Archäologische Sammlung der Universität Zürich                | Kulturgeschichte                                                                              |          |      |
| Architekturforum Zürich                                       | Architektur                                                                                   |          |      |
| Atelier Hermann Haller                                        | Bildende Kunst                                                                                |          |      |
| Botanischer Garten der Universität Zürich                     | Botanik                                                                                       |          |      |
| Centre Le Corbusier                                           | Bildende Kunst                                                                                |          |      |
| Coninx-Museum                                                 | Bildende Kunst                                                                                |          |      |
| Daros Collection                                              | Bildende Kunst                                                                                |          |      |
| ETH-Bibliothek Zürich                                         | Wissenschaft                                                                                  |          |      |
| FIFA Museum                                                   | Sportmuseum                                                                                   |          |      |
| focusTerra - Earth & Science Discovery Center der ETH Zürich  | Wissenschaft                                                                                  |          |      |
| Graphische Sammlung der ETH Zürich                            | Bildende Kunst                                                                                |          |      |
| Haus Konstruktiv                                              | Bildende Kunst                                                                                |          |      |
| Haus zum Rech – Stadtarchiv                                   | Kulturgeschichte                                                                              |          |      |
| Helmhaus                                                      | Bildende Kunst                                                                                |          |      |
| Institut gta Architekturausstellungen                         | Bildende Kunst                                                                                |          |      |
| Zürcher James Joyce Stiftung                                  | Literatur, Leben und Werk des irischen Schriftstellers James Joyce                            |          |      |
| Johann Jacobs Museum                                          | Kulturgeschichte                                                                              |          |      |
| Kulturama                                                     | Evolutions- und Kulturgeschichte                                                              |          |      |
| Kunsthalle Zürich                                             | Bildende Kunst, Gegenwartskunst                                                               |          |      |
| Kunsthaus Zürich                                              | Bildende Kunst                                                                                |          |      |
| Landesmuseum Zürich                                           | Kulturgeschichte                                                                              | 1898     |      |
| Im Schreiben eingerichtet. Thomas Mann und sein Arbeitszimmer | Literatur                                                                                     | 2023     |      |
| Medizinhistorisches Museum der Universität Zürich             | Medizingeschichte                                                                             |          |      |
| Migros Museum für Gegenwartskunst                             | Bildende Kunst                                                                                | 1996     |      |
| Mode-Museum Miroir des Modes (geschlossen)                    | Kulturgeschichte                                                                              |          |      |
| MoneyMuseum                                                   | Geld- und Währungsgeschichte, Numismatik                                                      | 2003     |      |
| Moulagenmuseum                                                | Medizingeschichte                                                                             |          |      |
| Mühlerama                                                     | Kulturgeschichte                                                                              |          |      |
| Museum Bärengasse                                             | Kulturgeschichte                                                                              |          |      |
| Museum Bellerive                                              | Bildende Kunst                                                                                |          |      |
| Museum für Gestaltung Zürich                                  | Design, Visuelle Kommunikation, Architektur und Kunsthandwerk                                 |          |      |
| Museum Rietberg                                               | Kunst aussereuropäischer Kulturen                                                             |          |      |
| Museum Schweizer Hotellerie und Tourismus                     | Kulturgeschichte                                                                              |          |      |
| Museumsareal Gaswerk Schlieren                                | Bildende Kunst                                                                                |          |      |
| Naturhistorisches Museum der Universität Zürich               | Anthropologie, Botanik, Paläontologie, Zoologie                                               | 2024     |      |
| Nordamerika Native Museum                                     | Völkerkundemuseum zur Kunst und Kultur der nordamerikanischen Indianervölker sowie der Inuit. |          |      |
| Ortsmuseum Höngg                                              | Geschichte und Kulturgeschichte des Dorfes und Stadtquartiers Höngg                           |          |      |
| Paläontologisches Museum                                      | Paläontologie                                                                                 | 1965     |      |
| Schauhäuser der Stadtgärtnerei                                |                                                                                               |          |      |
| Shedhalle Zürich                                              | Bildende Kunst                                                                                | 1985     |      |
| Stadthaus Zürich                                              | Kulturgeschichte                                                                              |          |      |
| Stiftung für Eisenplastik – Sammlung Dr. H. Koenig            | Bildende Kunst                                                                                |          |      |
| Stiftung Sammlung E. G. Bührle                                | Bildende Kunst                                                                                |          |      |
| Strauhof Zürich                                               | Literatur                                                                                     |          |      |
| Sukkulenten-Sammlung                                          | Sukkulenten                                                                                   |          |      |
| Thomas-Mann-Archiv der ETH Zürich                             | Literatur                                                                                     |          |      |
| Tram-Museum Zürich                                            | Strassenbahn                                                                                  | 1989     |      |
| Uhrenmuseum Beyer                                             | Uhren                                                                                         |          |      |
| Voliere Zürich                                                |                                                                                               |          |      |
| Völkerkundemuseum der Universität Zürich                      | Ethnologie                                                                                    | 1889     |      |
| Zentralbibliothek Zürich                                      |                                                                                               |          |      |
| Zinnfiguren Museum Zürich                                     | Spielzeug, Zinnfiguren                                                                        |          |      |
| Zivilschutz-Museum                                            | unterirdischer Rundbunker Landenberg mit einzigem Zivilschutzmuseum der Schweiz               |          |      |
| Zoologisches Museum Zürich                                    |                                                                                               | 1956     |      |
| Zoo Zürich                                                    | Zoo                                                                                           | 1929     |      |
| Zunfthaus zur Meisen                                          | Porzellan- und Fayencensammlung des Schweizerischen Nationalmuseums                           |          |      |
| Zürcher Museums-Bahn                                          | Eisenbahn                                                                                     |          |      |
| Zürcher Spielzeugmuseum                                       | Spielzeug                                                                                     | 1956     |      |

## Weblink
- Verein Zürcher Museen